# Claude Moraes
Claude Ajit Moraes (n. 22 octombrie 1965) este un om politic britanic, membru al Parlamentului European în perioadele 1999-2004 și 2004-2009 din partea Regatului Unit.
1. ↑  Deputații în Parlamentul European